# Col de Falzarego
Le col de Falzarego s'élève à 2 105 m dans les Dolomites. Situé en Vénétie, dans la province de Belluno, il relie Livinallongo del Col di Lana à Cortina d'Ampezzo par la route 48 des Dolomites, l'une des principales artères de communication des Dolomites.

## Toponymie
Le nom Falzarego dérive du ladin fàlza régo, littéralement « faux roi ». Ce nom faisait référence à un souverain légendaire du royaume des Fanes, qui usurperait le trône à son titulaire légitime et se transformerait plus tard en pierre pour avoir trompé son propre peuple.

## Géographie

Le col de Falzarego avec sa chapelle de la Visitation.

Le col est situé à quelques kilomètres au sud de la frontière avec le Trentin-Haut-Adige, auquel il est relié par le col de Valparola, entre le Lagazuoi et le Sass de Stria.
En position dominante par rapport au col, le fort Tre Sassi, datant de la Première Guerre mondiale, est situé à 2 183 m d'altitude. Il n’a jamais été achevé.
Au sud du col de Falzarego se trouve le château d'Andraz, qui a été construit vers 1027.

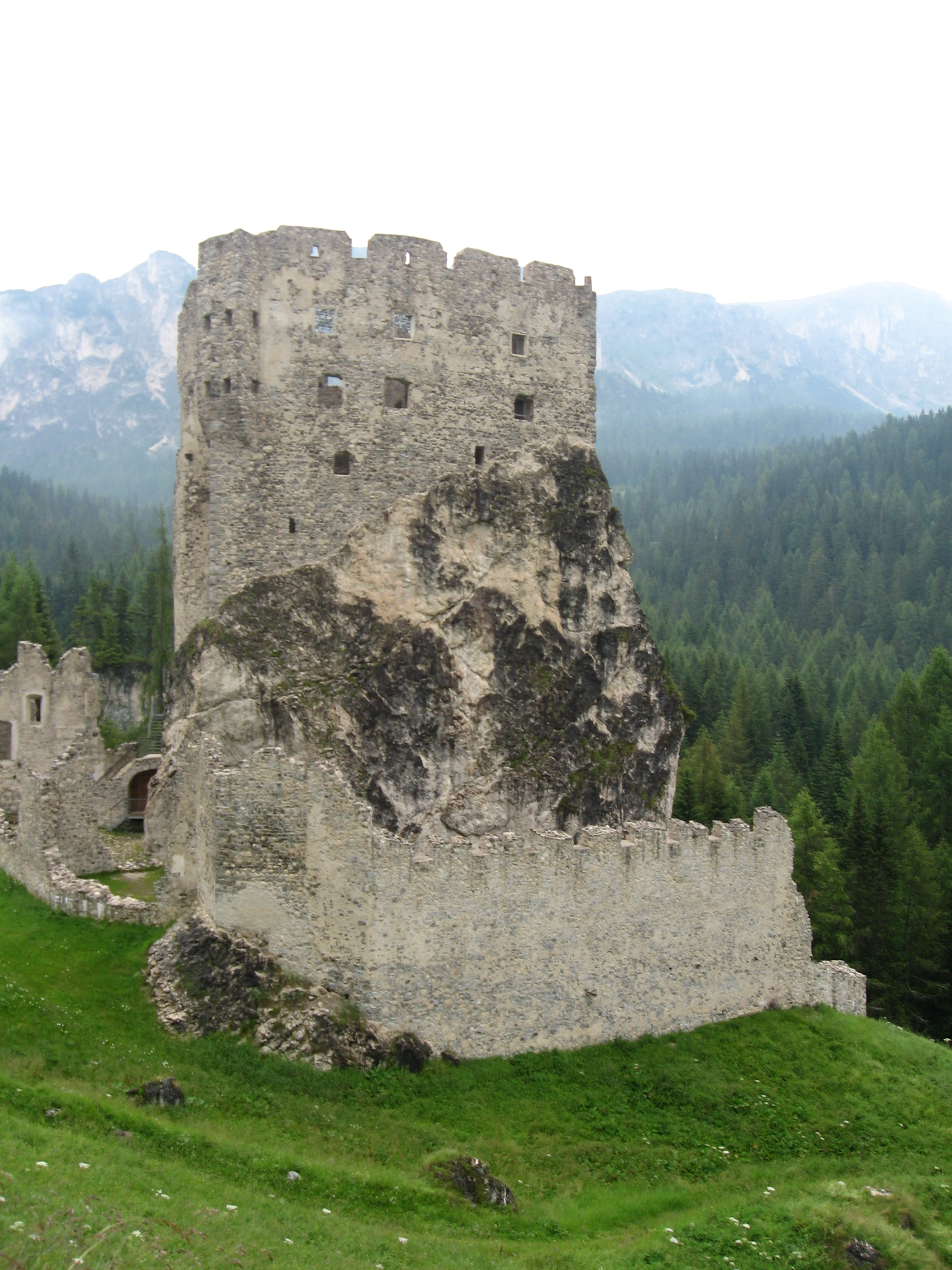
Le château d'Andraz.
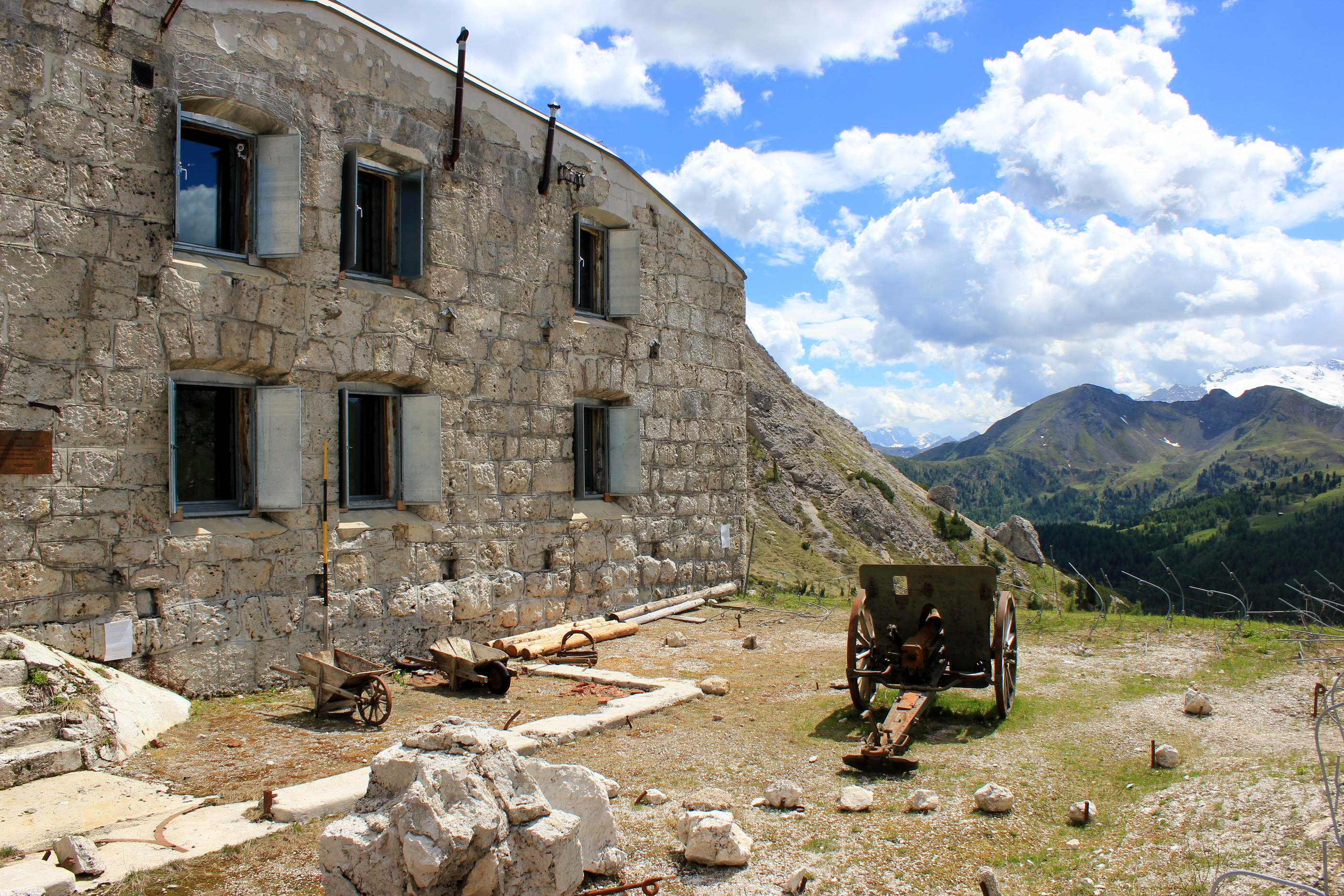
Le fort Tre Sassi.
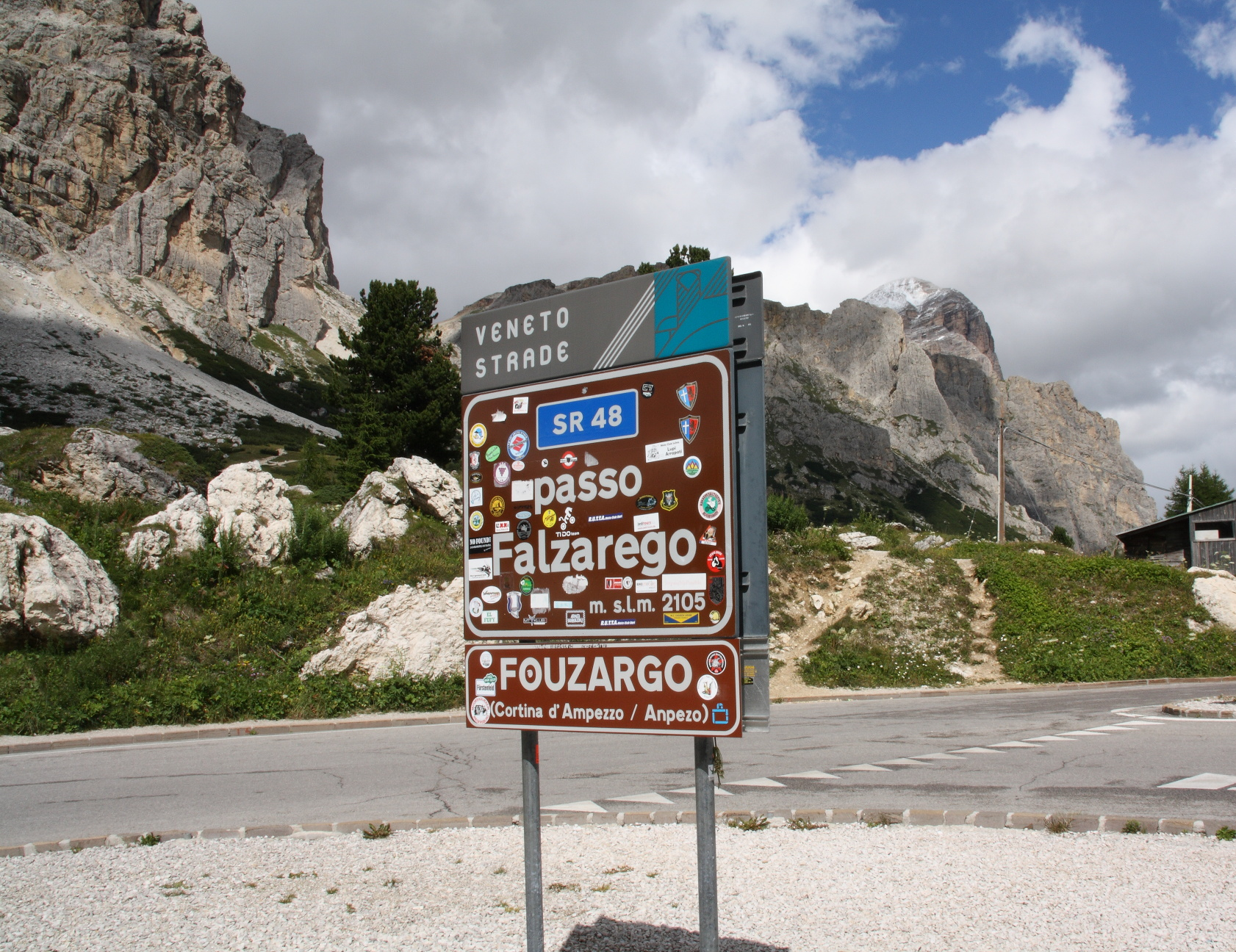
Le panneau du col.

## Histoire

Une voiture au col en 1909.

La route du col a été construite en 1909, complétant la dernière section — techniquement la plus difficile — de la Grande Route des Dolomites entre Bolzano et Cortina d'Ampezzo.
Lors de la guerre de 1915-1918, le front surplombe le col de Valparola, le Sass de Stria, le Lagazuoi et le col de Falzarego. Le Sass de Stria et la position autrichienne (fort Tre Sassi) ont bloqué la Grande Route des Dolomites au nord-ouest du val Badia. Après que plusieurs tentatives des Italiens pour occuper ce poste aient échoué, ils fortifient la face est du Lagazuoi, où la guerre des mines a commencé en 1916. Après trois explosions autrichiennes le 1er janvier 1916, le 14 janvier 1917 et le 22 mai 1917, les Italiens ont conduit un tunnel de plus de 1 000 m du pied de la montagne jusqu'en dessous de la position autrichienne et l'ont dynamité le 20 juin avec plus de 33 t d'explosifs. Une cinquième et dernière démolition autrichienne a suivi le 16 septembre. Les explosions n'ont entraîné aucun gain de part et d'autre du front,.
Le col appartient à la province de Belluno depuis la fin de la Première Guerre mondiale. Un mémorial a été construit en mémoire des combattants avec la devise latine de perles rupes virtutis iter (« les roches sont le chemin de la vertu »).
Dans le cadre du développement touristique de la région depuis le milieu du XXe siècle, le tunnel a de nouveau été rendu accessible. Des positions plus petites, des tranchées, des emplacements d'artillerie et des bunkers peuvent également être empruntés et sont parfois accompagnés d'explications. À cet égard, le Lagazuoi a aujourd'hui le caractère d'un musée historique en plein air.

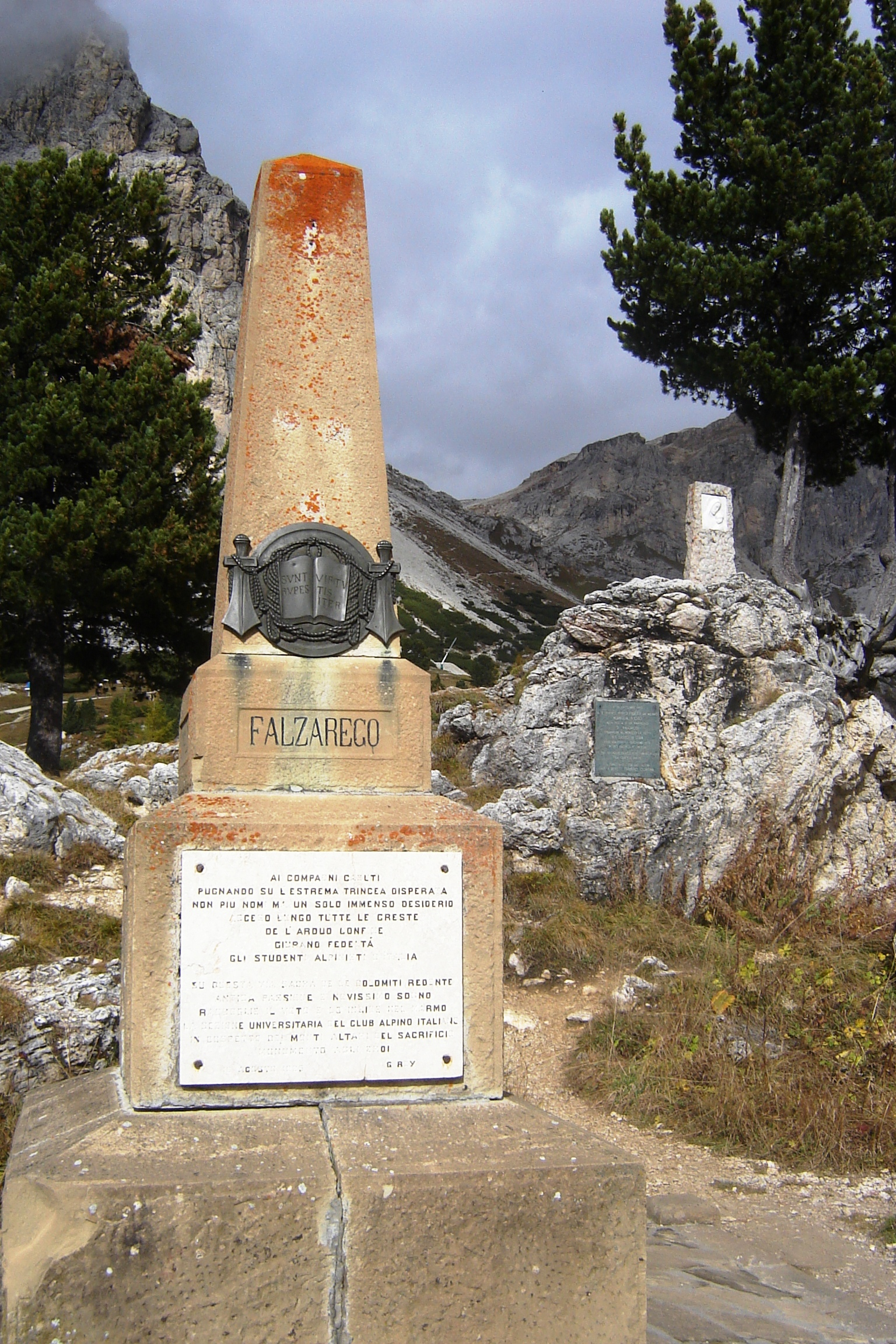
Le monument aux morts.
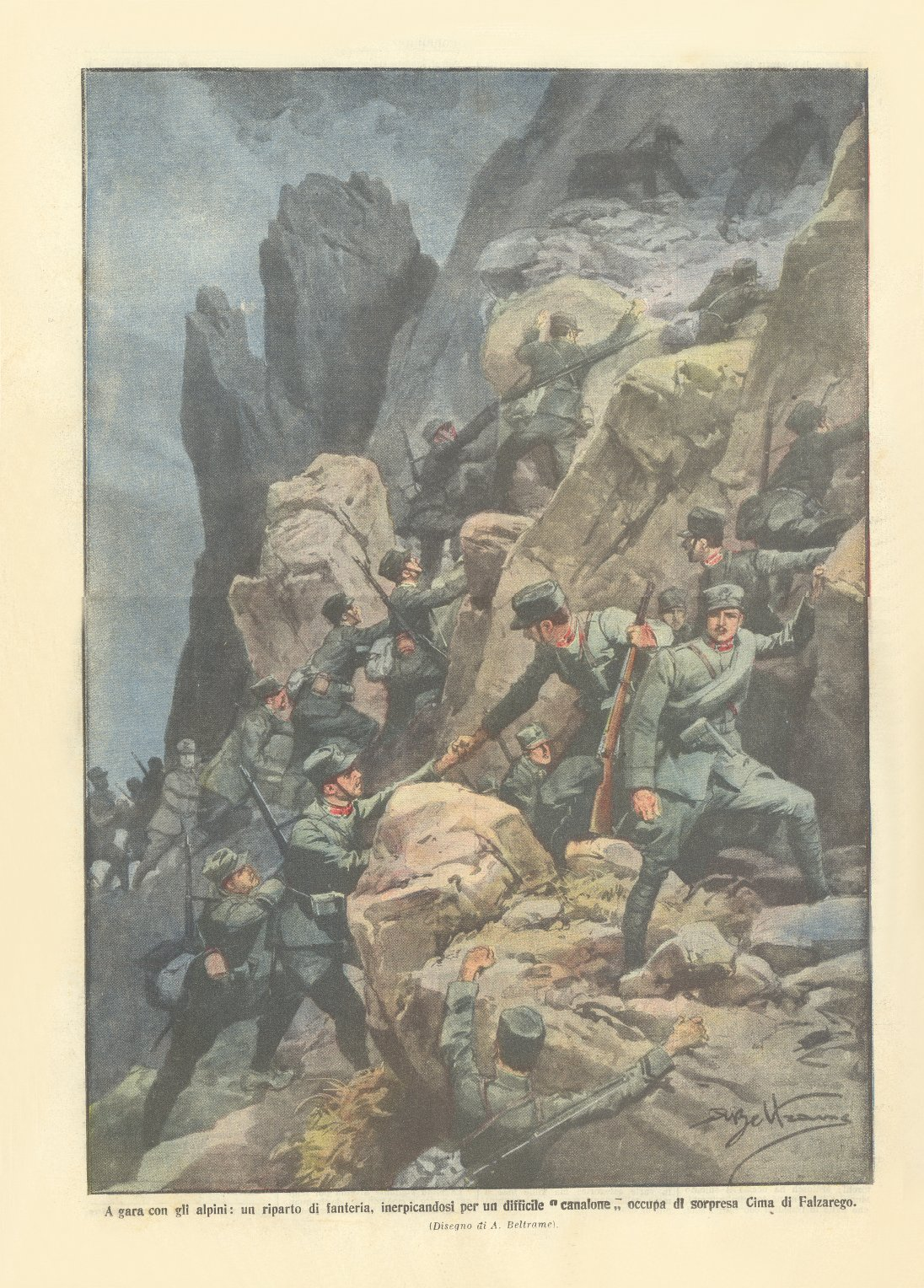
Couverture arrière de La Domenica del Corriere, 1er août 1915 : en concurrence avec les troupes alpines, une affectation d'infanterie escaladant un « ravin » difficile prend la Cima di Falzarego par surprise.
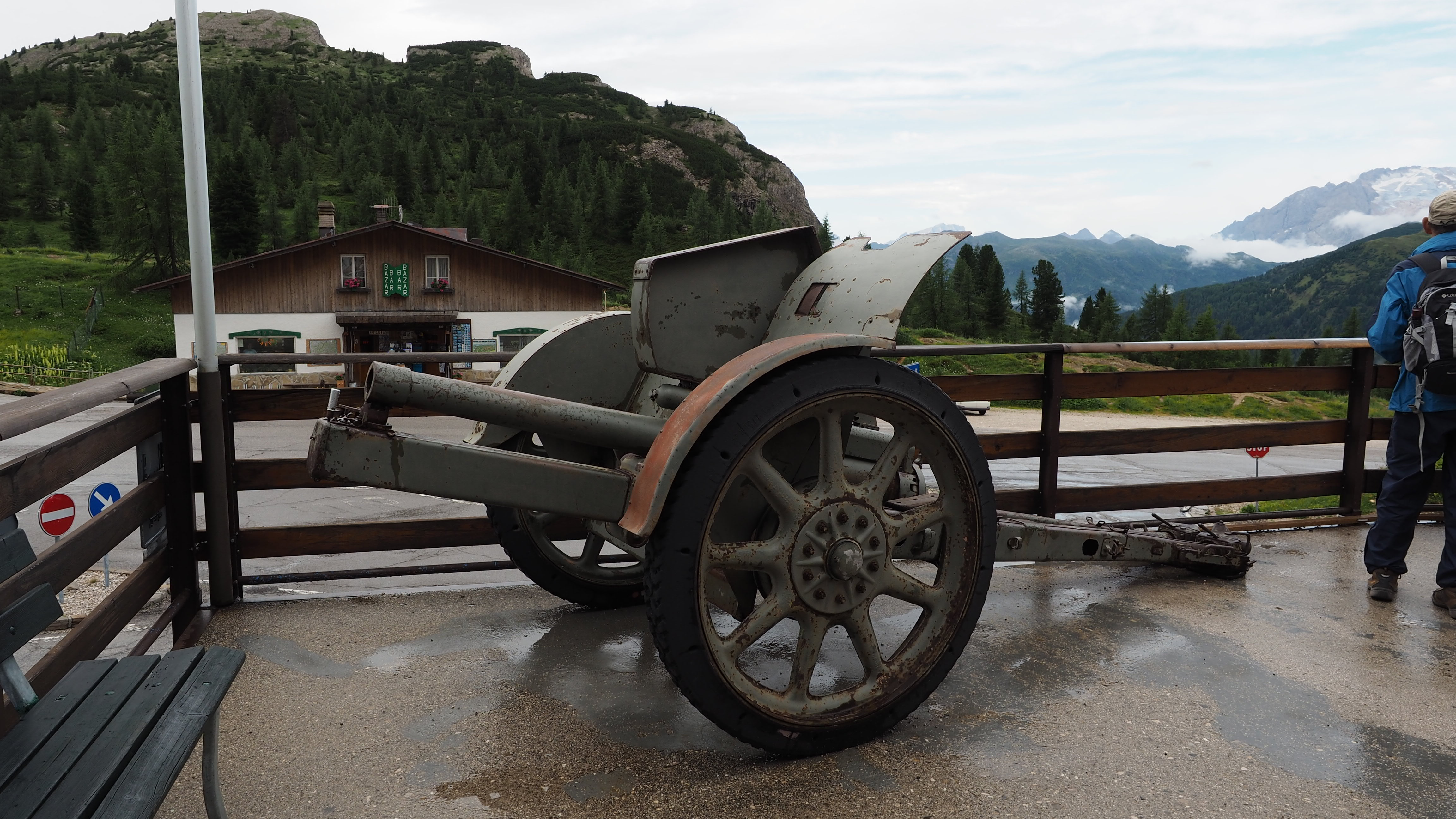
Un canon au col.
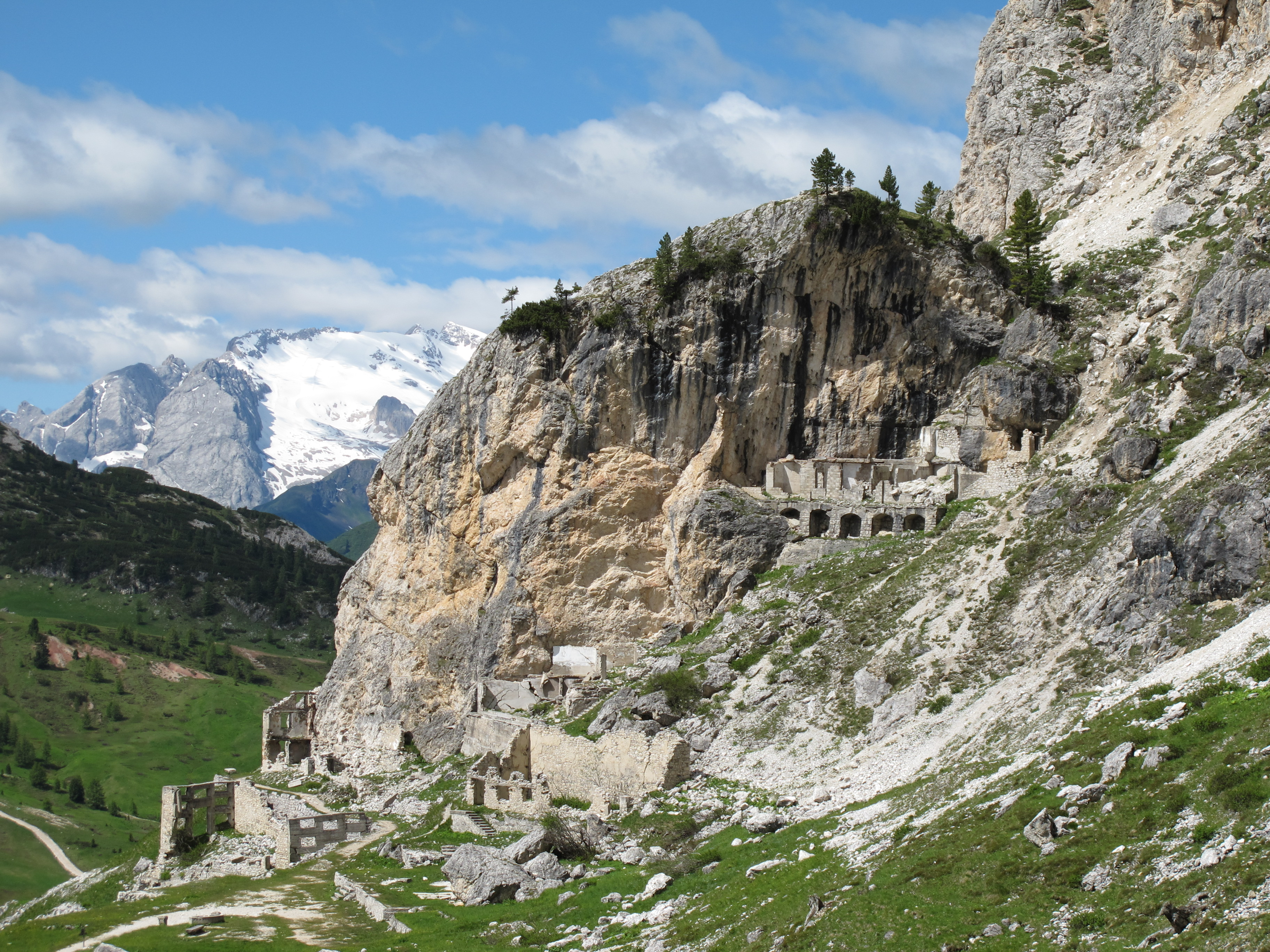
Ancien hôpital italien de la Première Guerre mondiale à l'ouest du col de Falzàrego. En arrière plan à gauche, le glacier de la Marmolada.

## Cyclisme
Le col de Falzarego fait partie des fameux cols des Dolomites parcourus plusieurs fois au fil des ans par le Giro d'Italia et rendus célèbres par les exploits des grimpeurs les plus célèbres de tous les temps. Sur les pentes du col, pour la première fois, Fausto Coppi a vaincu Gino Bartali dans l'édition de 1946.
Cependant, la montée ne présente pas de difficultés particulières à l'exception de la longueur, qui est de plus de 15 kilomètres des deux versants.
Voici les différents passages du Giro au col de Falzarego (les étapes où le Grand Prix de la montagne est au col voisin de Valparola sont omises) :
| Année | Étapes                                             | Premier au col      | Ascension depuis  |
| ----- | -------------------------------------------------- | ------------------- | ----------------- |
| 1940  | 17e : Pieve di Cadore > Ortisei                    | Gino Bartali        | Cortina d'Ampezzo |
| 1946  | 14e : Auronzo di Cadore > Bassano del Grappa       | Fausto Coppi        | Cortina d'Ampezzo |
| 1947  | 17e : Pieve di Cadore > Trente                     | Fausto Coppi        | Cortina d'Ampezzo |
| 1948  | 17e : Cortina d'Ampezzo > Trente                   | Fausto Coppi        | Cortina d'Ampezzo |
| 1952  | 11e : Venise > Bolzano                             | Raphaël Géminiani   | Cortina d'Ampezzo |
| 1953  | 19e : Auronzo di Cadore > Bolzano                  | Primo Volpi         | Cortina d'Ampezzo |
| 1955  | 19e : Cortina d'Ampezzo > Trente                   | José Serra Gil      | Cortina d'Ampezzo |
| 1961  | 19e : Vittorio Veneto > Trente                     | Jesús Galdeano      | Cortina d'Ampezzo |
| 1966  | 20e : Moena > Belluno                              | Franco Bitossi      | Agordino          |
| 1967  | 20e : Cortina d'Ampezzo > Trente                   | Aurelio González    | Cortina d'Ampezzo |
| 1970  | 19e : Rocca Pietore > Dobbiaco                     | Michele Dancelli    | Agordino          |
| 1971  | 18e : Lienz > Falcade                              | Selvino Poloni      | Cortina d'Ampezzo |
| 1974  | 21e : Misurina > Bassano del Grappa                | Eddy Merckx         | Cortina d'Ampezzo |
| 1976  | 19e : Longarone > Torri del Vajolet                | Andrés Oliva        | Agordino          |
| 1977  | 17e : Conegliano > Cortina d'Ampezzo (Col Drusciè) | Ueli Sutter         | Agordino          |
| 1979  | 17e : Pieve di Cadore > Trente                     | Beat Breu           | Cortina d'Ampezzo |
| 1992  | 13e : Bassano del Grappa > Corvara in Badia        | Franco Vona         | Cortina d'Ampezzo |
| 2000  | 13e : Feltre > Selva di Val Gardena                | José Jaime González | Cortina d'Ampezzo |
| 2008  | 15e : Arabba > Passo Fedaia                        | Emanuele Sella      | Cortina d'Ampezzo |

## Tourisme

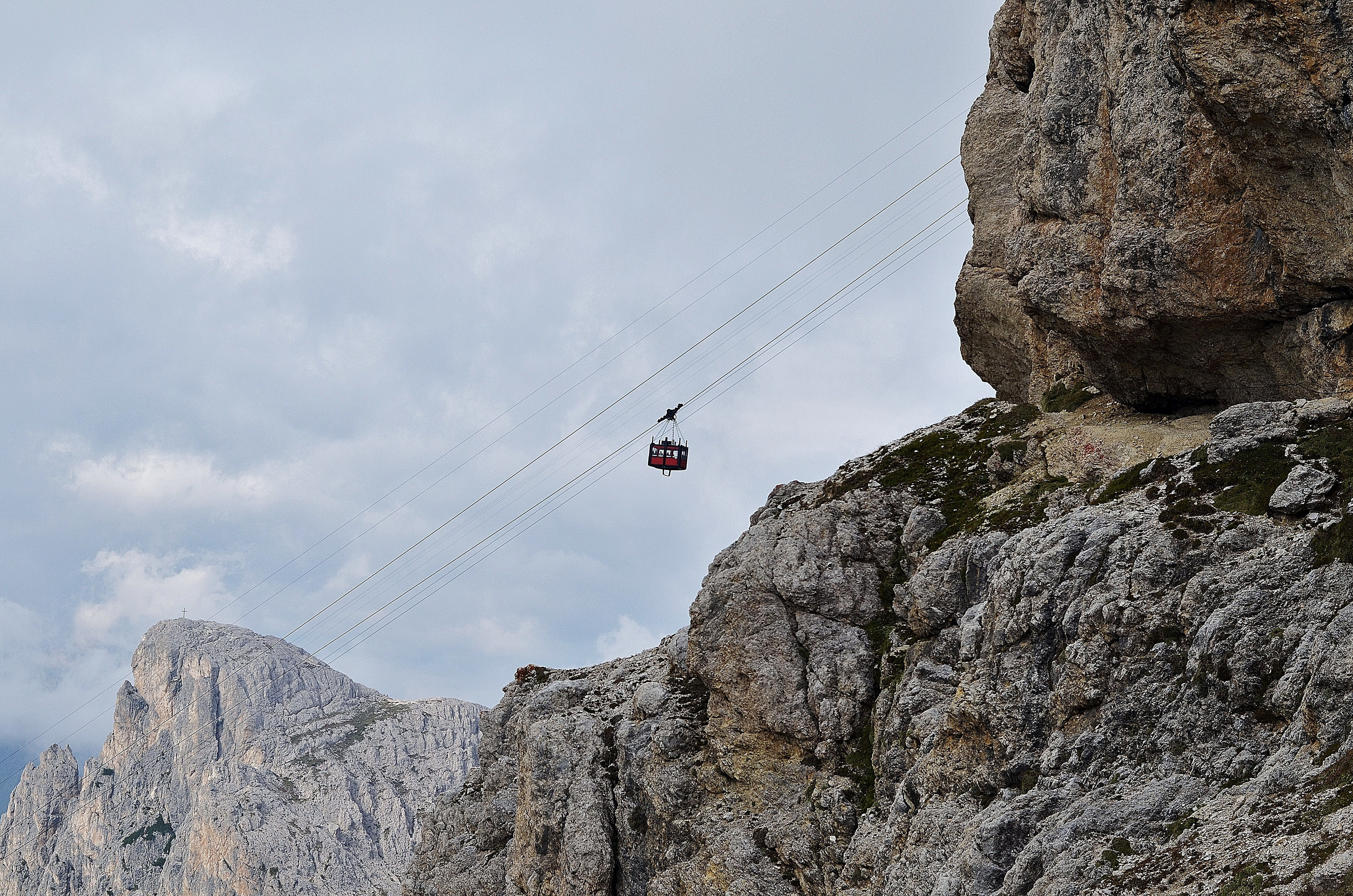
Le téléphérique du Laguzuoi.

Le téléphérique du Lagazuoi, qui part du col pour rejoindre le refuge Laguzuoi, constitue une attraction majeure pour les touristes ; une ascension à pied est également possible. Du sommet s'ouvre une large vue panoramique sur les sommets des Dolomites, de la Marmolada à l'ouest jusqu'à la Civetta et le Monte Pelmo au sud et le Monte Cristallo, le Sorapiss et l'Antelao à l'est et au sud-est.
Des via ferratas mènent au Tofane ; des chemins plus faciles vont au lac de Lagazuoi et descendent au col de Valparola et dans le val Badia. La circumnavigation aérienne du Monte Averau est également possible.
En hiver, le col constitue la station de Lagazuoi, qui se trouve au sein du domaine skiable Dolomiti Superski.

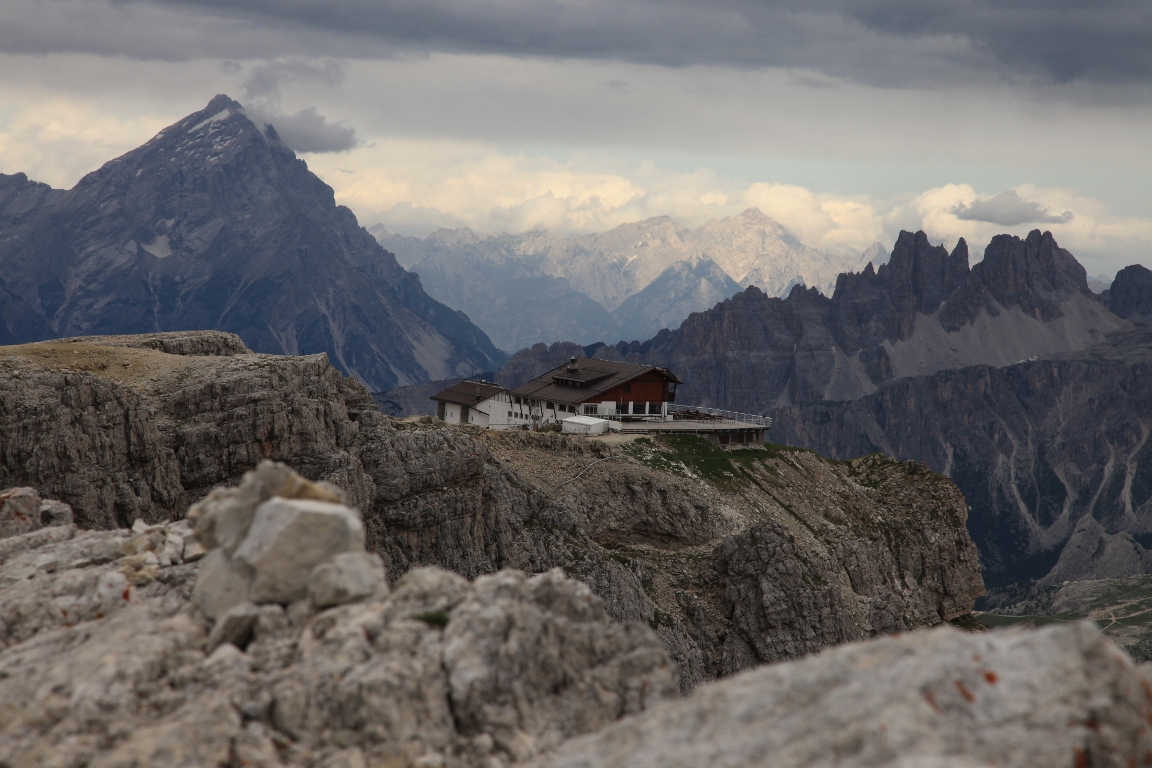
Le refuge Lagazuoi, au sommet du téléphérique.
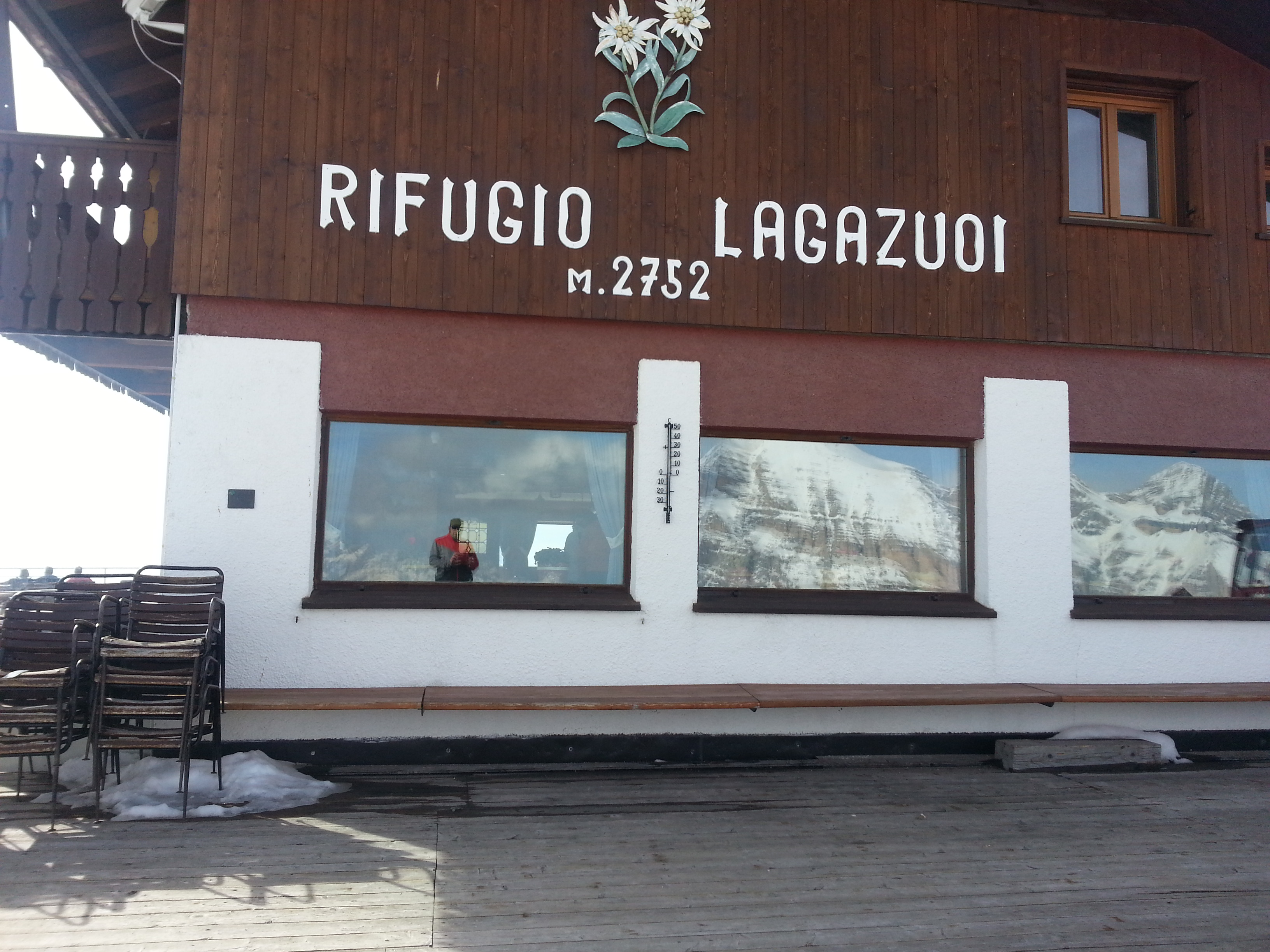
Le refuge Lagazuoi.
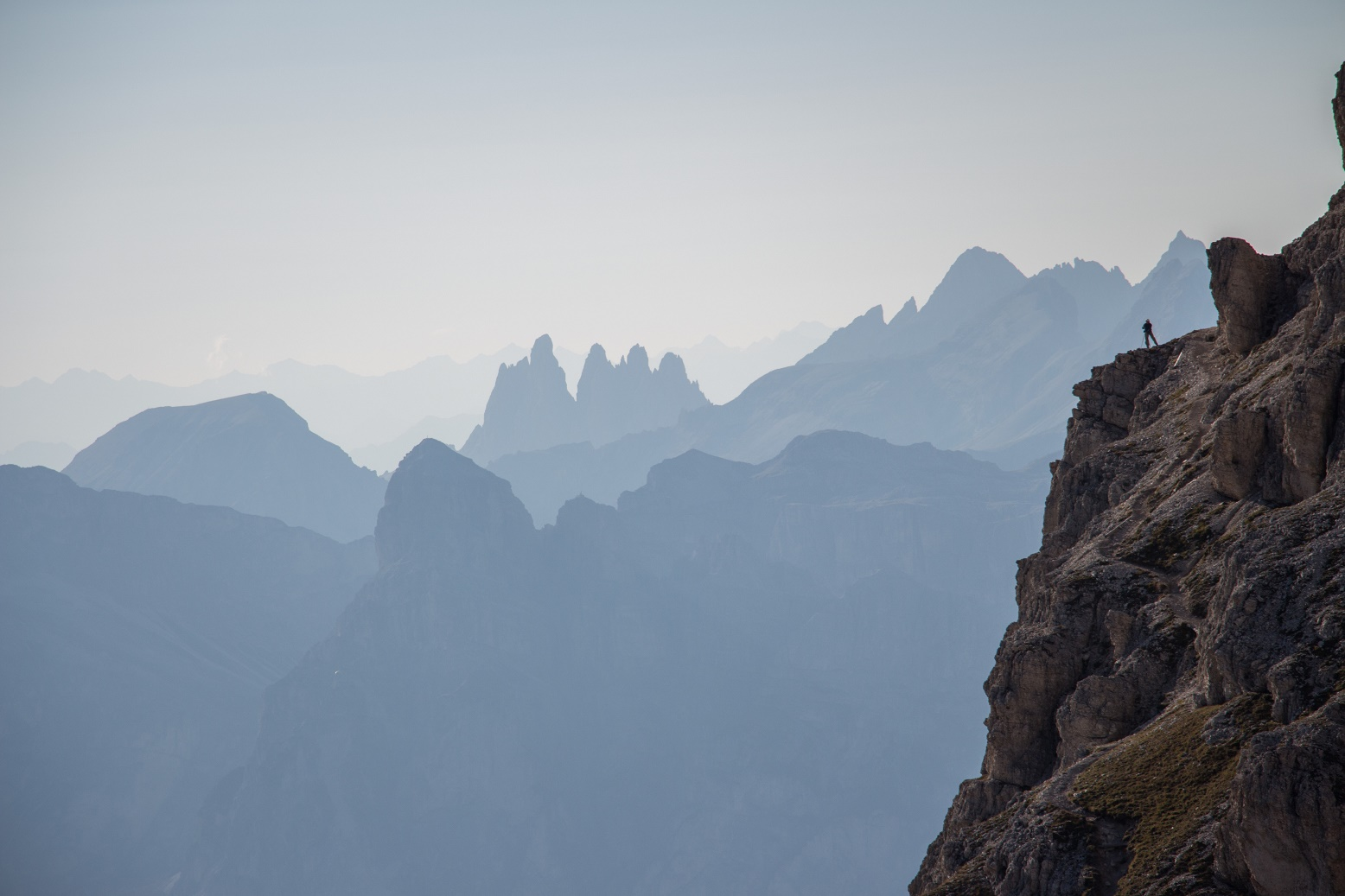
Panorama du refuge Lagazuoi.
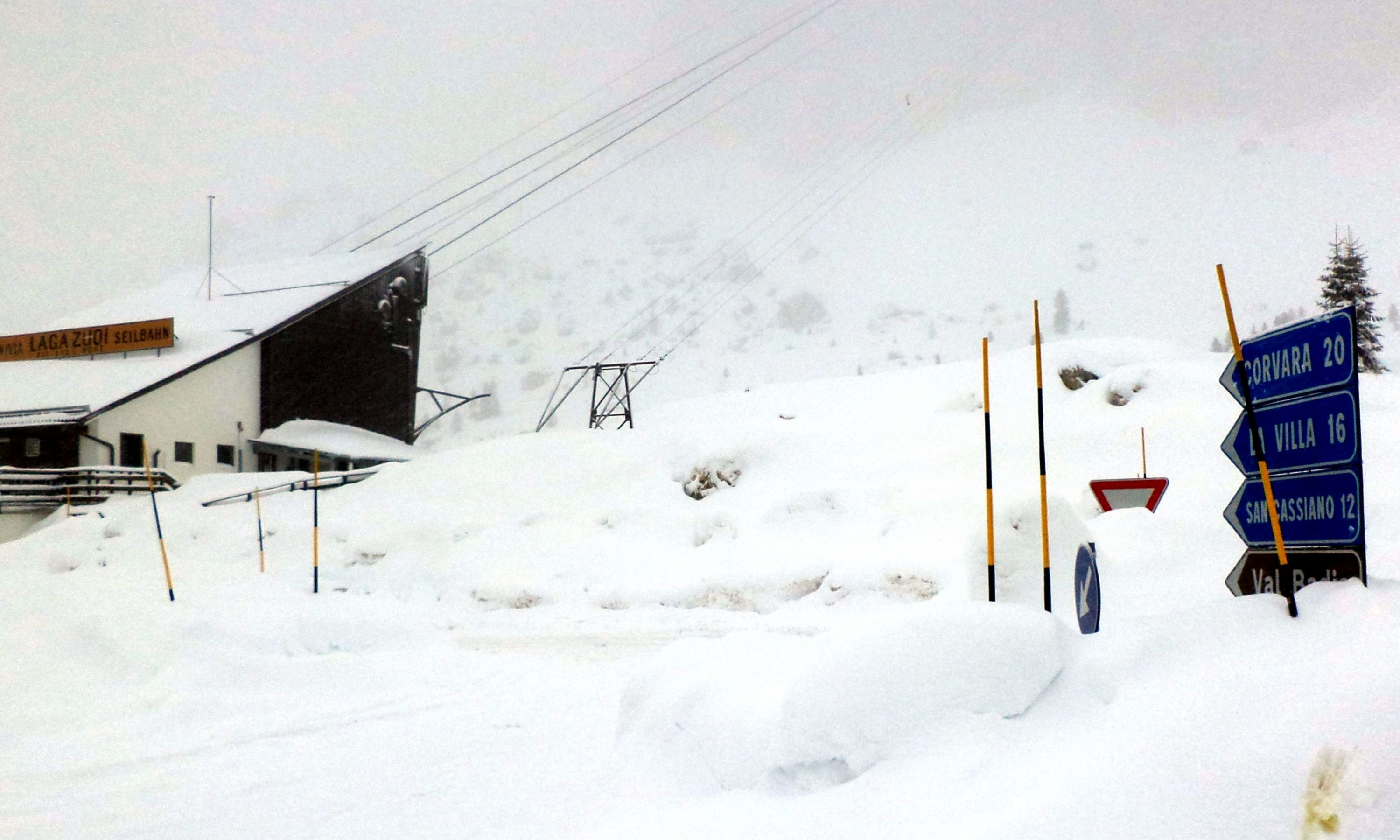
La garde de départ du téléphérique.
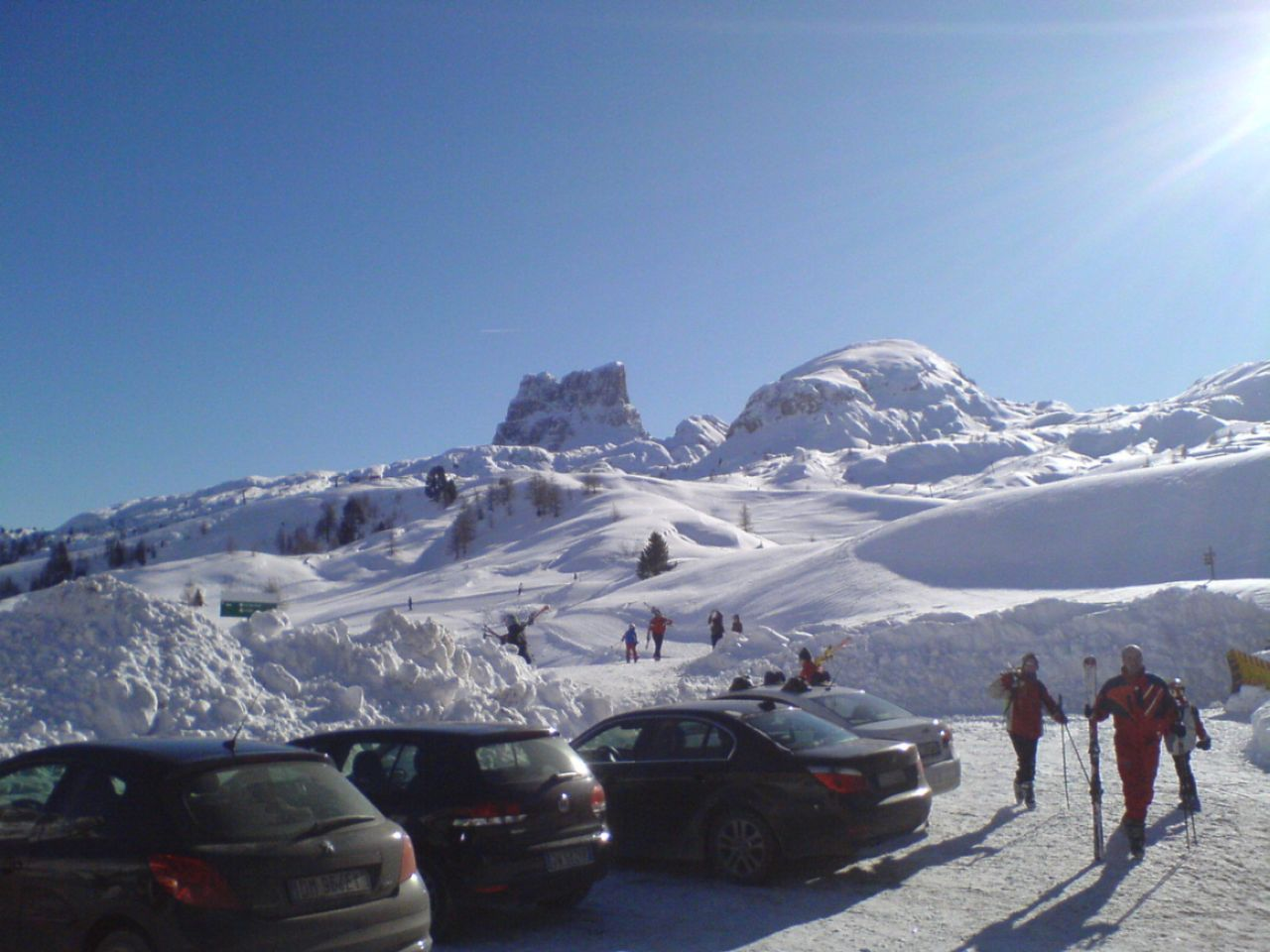
Le départ de la station de ski.

## Curiosités
- Au col, une vidéo a été filmée pour le jeu vidéo Need for Speed: Hot Pursuit sorti en novembre 2010, qui voit une Pagani Zonda orange et une Lamborghini Murciélago de la police (qui sont, entre autres, les deux voitures sur l'emballage du jeu vidéo) impliquées dans une poursuite[9].
- Toujours dans le domaine du jeu, le terrain a été fidèlement reproduit dans le jeu vidéo Battlefield 1 sur une carte jouable appelée Monte Grappa[10].